# Índice de Precios y Cotizaciones
El S&P/BMV Índice de Precios y Cotizaciones (S&P/BMV IPC) es el principal índice bursátil de la Bolsa Mexicana de Valores, su muestra concentra las 35 principales empresas listadas en la Bolsa Mexicana de Valores.
La recomposición del índice tiene una seria metodología que origina y expone la propia BMV, y que puede cambiar cada trimestre o año dependiendo de lo que la junta y dirección de la empresa BMV considere refleje mejor el valor de su muestra accionaria del mercado de valores en México.

## Componentes
Las emisoras que forman parte del Índice de Precios y Cotizaciones de México a partir del 1 de abril de 2015, se encuentran contenidas en el Rebalanceo de los Pesos Relativos del Índice de Precios y Cotizaciones (IPC) de marzo de 2015.

## La composición del IPC de México por sectores

#### Composición del IPC de México por sectores
| Símbolo     | Nombre                           | Sector                                  | Peso en el indicador |
| ----------- | -------------------------------- | --------------------------------------- | -------------------- |
| AMX L       | América Móvil                    | Servicio de Telecomunicaciones          | 16.63 %              |
| WALMEX V    | Walmex                           | Productos de Consumo Frecuente          | 7.03 %               |
| FEMSA UBD   | Fomento Económico Mexicano       | Productos de Consumo Frecuente          | 11.28 %              |
| TLEVISA CPO | Grupo Televisa                   | Servicio de Telecomunicaciones          | 9.08 %               |
| GMEXICO B   | Grupo México                     | Materiales                              | 7.08 %               |
| GFNORTE O   | Grupo Financiero Banorte         | Servicios financieros                   | 7.41 %               |
| CEMEX CPO   | Cemex                            | Materiales                              | 6.80 %               |
| ALFA A      | Grupo Alfa                       | Industrial                              | 4.56 %               |
| PE&OLES     | Industrias Peñoles               | Materiales                              | 1.15 %               |
| GFINBUR O   | Grupo Financiero Inbursa         | Servicios financieros                   | 2.56 %               |
| KOF L       | Coca-Cola FEMSA                  | Productos de Consumo Frecuente          | 2.35 %               |
| ELEKTRA     | Grupo Elektra                    | Servicios y bienes de consumo no básico | 1.61 %               |
| MEXCHEM     | Mexichem                         | Materiales                              | 1.51 %               |
| BIMBO A     | Grupo Bimbo                      | Productos de Consumo Frecuente          | 1.81 %               |
| AC          | Arca Continental                 | Productos de Consumo Frecuente          | 1.12 %               |
| KIMBER      | Kimberly-Clark                   | Productos de Consumo Frecuente          | 1.62 %               |
| LAB B       | Genomma Lab Internacional        | Salud                                   | 0.47 %               |
| LIVEPOL C-1 | El Puerto de Liverpool           | Servicio y Bienes de Consumo No Básico  | 1.16 %               |
| ASUR B      | Grupo Aeroportuario del Sureste  | Industrial                              | 1.56 %               |
| GAP B       | Grupo Aeroportuario del Pacífico | Industrial                              | 0.97 %               |
| COMPARC     | Banco Compartamos                | Servicios financieros                   | 0.0 %                |
| ALPEK A     | Alpek                            | Materiales                              | 0.28 %               |
| ICA         | Empresas ICA                     | Industrial                              | 0.27 %               |
| ICH B       | Industrias Ch                    | Materiales                              | 0.38 %               |
| BOLSA A     | Bolsa Mexicana de Valores        | Servicios financieros                   | 0.38 %               |
| AZTECA CPO  | TV Azteca                        | Servicio de Telecomunicaciones          | 0.0 %                |
| OHLMEX      | OHL México                       | Industrial                              | 0.88 %               |
| GRUMA B     | Grupo Maseca                     | Productos de Consumo Frecuente          | 1.45 %               |
| ALSEA       | Controladora Alsea               | Servicios y bienes de consumo no básico | 0.84 %               |
| GCARSO A1   | Grupo Carso                      | Industrial                              |                      |
| LALA B      | Grupo Lala                       | Productos de Consumo Frecuente          |                      |
| GFREGIO O   | Grupo Financiero BanRegio        | Servicios financieros                   |                      |
| COMERCI     | Controladora Comercial Mexicana  | Servicio y Bienes de Consumo No Básico  |                      |
| IENOVA      | IEnova                           |                                         |                      |
| PINFRA      | Pinfra                           |                                         |                      |
| SANMEX      | Santander México                 | Servicios financieros                   |                      |

| Sector                                  | Porcentaje |
| --------------------------------------- | ---------- |
| Servicio de Telecomunicaciones          | 32.657 %   |
| Productos de Consumo Frecuente          | 30.92 %    |
| Materiales                              | 16.20 %    |
| Servicios Financieros                   | 9.79 %     |
| Industrial                              | 6.23 %     |
| Servicio y bienes de consumo no básicos | 3.20 %     |
| Salud                                   | 0.99 %     |